# سرژیو پائولینو
سرژیو پائولینو (پرتغالی: Sérgio Paulinho؛ زادهٔ ۲۶ مارس ۱۹۸۰) دوچرخه‌سوار اهل پرتغال است.
از باشگاه‌هایی که در آن رکاب زده‌است می‌توان به تیم تینکوف، تیم دوچرخه‌سواری یو.اس. پوستال سرویس، تیم آستانه، و تیم ریدیوشک اشاره کرد.
وی در مسابقات کشوری و بین‌المللی در مجموع برندهٔ ۱ مدال نقره شده‌است.